# Estación de Los Frailes
Los Frailes es una estación de ferrocarril situada en el municipio español de El Campillo, en la provincia de Huelva, comunidad autónoma de Andalucía. Las instalaciones forman parte del histórico ferrocarril de Riotinto, constituyendo actualmente la última parada del tren turístico minero.

## Historia
La estación pertenece al ferrocarril de Riotinto, y está situada a 253,56 metros de altitud. En un principio las instalaciones de Los Frailes disponían de un edificio principal de viajeros, de hasta cuatro vías de servicio y de una casa de palancas para gestionar los cambios de aguja.
A lo largo de su historia fue utilizada como apartadero para el cruce de los trenes mineros que circulaban entre Riotinto y Huelva, con el objetivo de regular el tráfico. La línea fue clausurada al tráfico en 1984, quedando abandonadas las infraestructuras. No obstante, en la década de 1990 se realizaron diversas labores de restauración en el antiguo trazado ferroviario, reabriéndose en 1997 una pequeña sección de la línea que finalizaba en el apartadero de Los Frailes. En la estación las principales intervenciones se realizaron en el edificio principal, habilitándose también un andén para viajeros.
En la actualidad es una parada del tren turístico que recorre el tramo Talleres Mina-Los Frailes.